# アンドレ・ルイス・バイア・ドス・サントス・ヴィアナ
アンドレ・ルイス・バイア・ドス・サントス・ヴィアナ（André Luiz Bahia dos Santos Viana、1983年11月24日 - ）は、ブラジル・リオ・デ・ジャネイロ出身の元プロサッカー選手。ポジションはディフェンダー。

## 経歴

### エスコリーニャ・ジュリオ・セザル
元CRフラメンゴの選手が運営しているこのサッカースクールでキャリアを始める。2年間毎日通い、1994年に「フラメンゴのトライアルを受けてみないか。」という誘いを受け、見事合格した。

### CRフラメンゴ
ユースチーム加入当初は左ウィングとしてプレーしていたが、後に左サイドバックにコンバートされ、最終的にはセンターバックとしてプレーするようになる。このセンターバックとしてのプレーが上層部の目に留まり、トップチームに加わることとなった。
2001年にプロデビューを果たし、間もなくレギュラーとしての地位を確立する。

### SEパルメイラス
2004年、シーズンの前半にポジションを奪われてしまい、SEパルメイラスに1ヶ月半のレンタル移籍に出されたが、ここでも試合に出場することは出来なかった。

### フェイエノールト
2004-05シーズンの後半、エールディヴィジの有力クラブフェイエノールトに加入。2005年3月13日のローダJC戦にて初出場し、4-1での勝利に貢献した。
2005-06シーズンでは開幕戦からスターティングメンバーを飾り、シーズンを通して全試合に出場した。
2007-08シーズン、VfLヴォルフスブルクから移籍してきたケヴィン・ホフラントにレギュラーを奪われてしまったが、ロン・フラールの怪我により再びレギュラーの座を掴んだ。
2008-09シーズンには、FCポルトが関心を寄せていると報道された。

### サムスンスポル
2011年7月、トルコのサムスンスポルへ移籍。

### ボタフォゴ
2013年、母国ブラジルのボタフォゴFRへ移籍し、公式戦18試合に出場。2014年は公式戦33試合に出場し1ゴールを記録した。

### 湘南ベルマーレ
2015年、Jリーグの湘南ベルマーレに完全移籍。2019年1月10日、契約満了による退団が発表された。

## ブラジル代表
2000年、当時U-20ブラジル代表の監督を務めていたマリオ・ザガロに招集され、後に主将を任された。

## エピソード
2018年7月22日に行われた湘南戦で、Jリーグデビューを果たしたヴィッセル神戸のアンドレス・イニエスタのユニフォームを神戸のウェリントンに頼み、イニエスタのJリーグでのユニフォーム交換第1号選手となった。

## 個人成績
| 国内大会個人成績 | 国内大会個人成績 | 国内大会個人成績 | 国内大会個人成績 | 国内大会個人成績 | 国内大会個人成績 | 国内大会個人成績 | 国内大会個人成績 | 国内大会個人成績 | 国内大会個人成績 | 国内大会個人成績 | 国内大会個人成績 |
| 年度             | クラブ           | 背番号           | リーグ           | リーグ戦         | リーグ戦         | リーグ杯         | リーグ杯         | オープン杯       | オープン杯       | 期間通算         | 期間通算         |
| 年度             | クラブ           | 背番号           | リーグ           | 出場             | 得点             | 出場             | 得点             | 出場             | 得点             | 出場             | 得点             |
| ブラジル         | ブラジル         | ブラジル         | ブラジル         | リーグ戦         | リーグ戦         | ブラジル杯       | ブラジル杯       | オープン杯       | オープン杯       | 期間通算         | 期間通算         |
| ---------------- | ---------------- | ---------------- | ---------------- | ---------------- | ---------------- | ---------------- | ---------------- | ---------------- | ---------------- | ---------------- | ---------------- |
| 2001             | フラメンゴ       |                  | セリエA          |                  |                  |                  |                  |                  |                  |                  |                  |
| 2002             | フラメンゴ       |                  | セリエA          |                  |                  |                  |                  |                  |                  |                  |                  |
| 2003             | フラメンゴ       |                  | セリエA          |                  |                  |                  |                  |                  |                  |                  |                  |
| 2004             | パルメイラス     |                  | セリエA          | 0                | 0                | 0                | 0                | 0                | 0                | 0                | 0                |
| オランダ         | オランダ         | オランダ         | オランダ         | リーグ戦         | リーグ戦         | リーグ杯         | リーグ杯         | KNVBカップ       | KNVBカップ       | 期間通算         | 期間通算         |
| 2004-05          | フェイエノールト |                  | エールディヴィジ |                  |                  |                  |                  |                  |                  |                  |                  |
| 2005-06          | フェイエノールト |                  | エールディヴィジ |                  |                  |                  |                  |                  |                  |                  |                  |
| 2006-07          | フェイエノールト |                  | エールディヴィジ |                  |                  |                  |                  |                  |                  |                  |                  |
| 2007-08          | フェイエノールト |                  | エールディヴィジ |                  |                  |                  |                  |                  |                  |                  |                  |
| 2008-09          | フェイエノールト |                  | エールディヴィジ |                  |                  |                  |                  |                  |                  |                  |                  |
| 2009-10          | フェイエノールト |                  | エールディヴィジ |                  |                  |                  |                  |                  |                  |                  |                  |
| 2010-11          | フェイエノールト |                  | エールディヴィジ |                  |                  |                  |                  |                  |                  |                  |                  |
| 2011-12          | フェイエノールト |                  | エールディヴィジ |                  |                  |                  |                  |                  |                  |                  |                  |
| トルコ           | トルコ           | トルコ           | トルコ           | リーグ戦         | リーグ戦         | トルコ杯         | トルコ杯         | オープン杯       | オープン杯       | 期間通算         | 期間通算         |
| 2011-12          | サムスンスポル   |                  |                  |                  |                  |                  |                  |                  |                  |                  |                  |
| 2012-13          | サムスンスポル   |                  |                  |                  |                  |                  |                  |                  |                  |                  |                  |
| ブラジル         | ブラジル         | ブラジル         | ブラジル         | リーグ戦         | リーグ戦         | ブラジル杯       | ブラジル杯       | オープン杯       | オープン杯       | 期間通算         | 期間通算         |
| 2013             | ボタフォゴFR     |                  | セリエA          | 0                | 0                | 0                | 0                | 0                | 0                | 0                | 0                |
| 2014             | ボタフォゴFR     |                  | セリエA          | 0                | 0                | 0                | 0                | 0                | 0                | 0                | 0                |
| 日本             | 日本             | 日本             | 日本             | リーグ戦         | リーグ戦         | リーグ杯         | リーグ杯         | 天皇杯           | 天皇杯           | 期間通算         | 期間通算         |
| 2015             | 湘南             | 4                | J1               | 30               | 0                | 1                | 0                | 1                | 0                | 32               | 0                |
| 2016             | 湘南             | 4                | J1               | 31               | 2                | 2                | 0                | 2                | 0                | 35               | 2                |
| 2017             | 湘南             | 4                | J2               | 39               | 4                | -                | -                | 0                | 0                | 39               | 4                |
| 2018             | 湘南             | 4                | J1               | 13               | 0                | 3                | 1                | 1                | 0                | 17               | 1                |
| 通算             | ブラジル         | ブラジル         | セリエA          | 81               | 3                |                  |                  |                  |                  | 81               | 3                |
| 通算             | オランダ         | オランダ         | エールディヴィジ | 179              | 17               |                  |                  |                  |                  | 179              | 17               |
| 通算             | トルコ           | トルコ           |                  | 18               | 0                |                  |                  |                  |                  | 18               | 0                |
| 通算             | 日本             | 日本             | J1               | 74               | 2                | 6                | 1                | 4                | 0                | 84               | 3                |
| 通算             | 日本             | 日本             | J2               | 39               | 4                | -                | -                | 0                | 0                | 39               | 4                |
| 総通算           |                  |                  |                  |                  |                  |                  |                  |                  |                  |                  |                  |

## タイトル

### クラブ
湘南ベルマーレ
- J2リーグ：1回（2017年）
- Jリーグカップ：1回（2018年）